# Castello di Bürresheim
Il castello di Bürresheim (in tedesco Schloss Bürresheim) è un castello medievale che si trova a nord-ovest di Mayen nella Renania-Palatinato. È costruito sulle rocce delle montagne dell'Eifel sopra il Nette e, insieme al castello di Eltz e al castello di Lissingen sono gli unici castelli della regione dell'Eifel che non sono mai stati distrutti.
Il castello è stato abitato fino al 1921 ed oggi è un museo gestito dalla Direzione generale per i beni culturali della Renania-Palatinato.

## Locationcinematografica
Il castello è stato spesso utilizzato come location cinematografica, come in Indiana Jones e l'ultima crociata dove gli esterni vennero usati per le scene che riguardano il fittizio Castello di Brunwald, dove il padre di Indiana Jones era tenuto prigioniero dai nazisti.
Nel film l'immagine del castello è stata specchiata e l'edificio è stato ampliato con un Matte painting che ricopia parte della facciata destra a sinistra della torre principale.